# Valeri Jondogo
Valeri Jondogo (1957) es un deportista soviético que compitió en esgrima, especialista en la modalidad de espada. Ganó dos medallas en el Campeonato Mundial de Esgrima, plata en 1978 y oro en 1981.

## Palmarés internacional
| Campeonato Mundial | Campeonato Mundial         | Campeonato Mundial | Campeonato Mundial |
| Año                | Lugar                      | Medalla            | Prueba             |
| ------------------ | -------------------------- | ------------------ | ------------------ |
| 1978               | Hamburgo (RFA)             | Medalla de plata   | Espada por equipos |
| 1981               | Clermont-Ferrand (Francia) | Medalla de oro     | Espada por equipos |